# Lamatemplet
Lamatemplet eller Yonghegong eller Yonghe-templet (雍和宫, Yōnghégōng), 'Fredens och harmonins palats', är ett viktigt tibetanskt buddhistiskt tempel i Peking som tillhör Gelug-skolan.
Tempelbyggnaden byggdes först 1694 och tjänstgjorde då som officiell bostad för palatseunucker. Det omvandlades sedan till prins Yongs residens och sedan han bestigit tronen som Yongzheng-kejsaren 1722 blev hälften av byggnaden ett tibetanskt buddhistiskt tempel, medan andra hälften förblev ett kejserligt palats. Större delen av munkarna kom från Mongoliet.
Det är ett av de största lamaistiska templen utanför Tibet och anses vara den bäst restaurerade tempelanläggningen i Peking. Templet är orienterat längs en nord-sydlig-axel, och består av en hage, flera inre palats och olika hallar. Den viktigaste är Den oändliga lyckans hall (Wanfuge), där det står en 18 meter hög staty av Buddha Maitreya utskuren ur sandelträ. Trästammen är 26 meter hög, men åtta meter ligger under marknivån. Statyn var en gåva från den sjunde Dalai Lama till Qianlong-kejsaren.

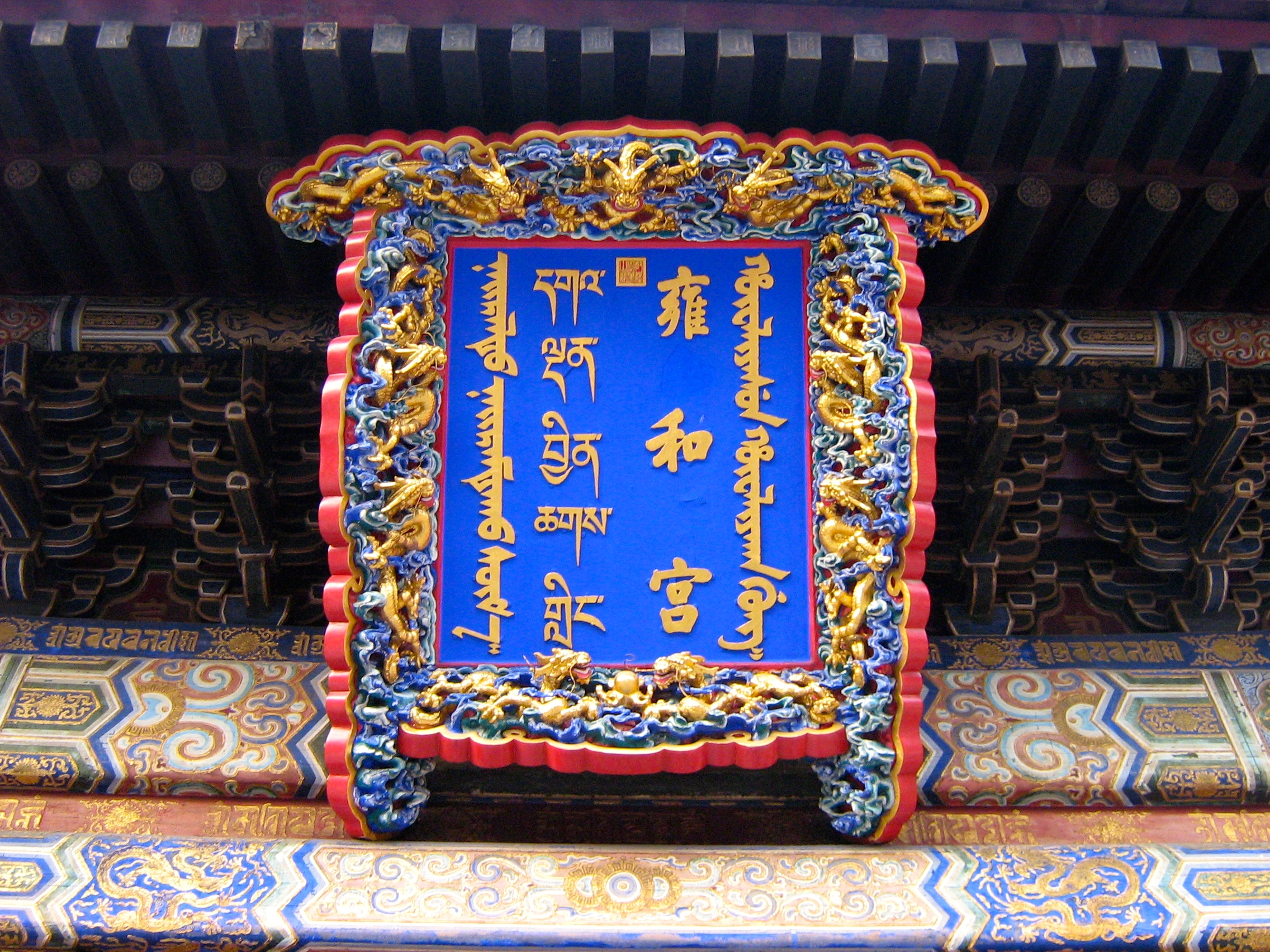
Flerspråkig skylt från templet.

Då flera olika folk i Qing-imperiet tillhörde den tibetanska buddhismen är templet utrustat med skyltar på fyra olika språk: tibetanska, manchuiska, kinesiska och mongoliska.